# Chattahoochee County
Chattahoochee County är ett administrativt område i delstaten Georgia, USA med 11 267 invånare (år 2010). Den administrativa huvudorten (county seat) är Cusseta. Det är en del av Columbus, Georgia-Alabama, Metropolitan Statistical Area. Namnet kommer från floden the Chattahoochee River, som idag bildar countyts västra gräns. Countyt grundades den 13 februari 1854. 
De större motorvägar som passerar genom countyt är U.S. Route 27, U.S. Route 280, State Route 1, State Route 26 samt State Route 520. 

## Geografi
Enligt United States Census Bureau har countyt en total area på 650 km². 644 km² av den arean är land och 6 km² är vatten.

### Angränsande countyn
- Muscogee County - nord
- Talbot County - nordost
- Marion County - öst
- Stewart County - syd
- Russell County, Alabama - väst